# 达尔维屈比格兹
达尔维屈比格兹是冰岛东北区的市镇。市镇面积为598平方公里，人口数量为1,906人（2023年）。该市镇位于埃亚峡湾西岸。

## 历史
达尔维屈比格兹市镇成立于1998年，由埃亚峡湾外部的三个区域合并而成：達爾維克镇及另外两个乡村区域。市镇盾徽上有三座山峰，象征着三个社区的联合。